# Нелсон Мандела
Нелсон Ролилала Мандела (кос. Nelson Rolihlahla Mandela; Мфезо, 18. јул 1918 — Јоханезбург, 5. децембар 2013) био је јужноафрички антиапартхејдски револуционар, политички вођа и филантроп који је био на дужности предсједника Републике Јужне Африке од 1994. до 1999. године. Био је први црни шеф државе и први избран на потпуно репрезентативним демократским изборима. Његова влада фокусирала се на уклањање заоставштине апартхејда борбом против институционализованог расизма и његовањем расног помирења. Идеолошки афрички националиста и социјалиста, био је предсједник странке Афрички национални конгрес (АНК) од 1991. до 1997. године.
Као Коса, Мандела је рођен у краљевској породици Тембу у мјесту Мфезо у Јужноафричкој Унији. Студирао је право на Универзитету Форт Хејр и Универзитету Витватерсранд, послије чега је радио на адвокат у Јоханезбургу. Ту се укључио у антиколонијалну и афричку националистичку политику, АНК се придружио 1943. и био је саоснивач Омладинске лиге 1944. Након што је бјелачка влада Националне странке успоставила апартхејд, систем расне сегрегације који је привилеговао сам бијелце, АНК и Мандела су се обавезали на свргавање такве владе. Мандела је именован за предсједника трансвалског огранка АНК-а, који се истакао по учешћу у Кампањи пркоса 1952. и Конгресу народа 1955. Више пута је хапшен због побуњеничких дјелатности и неуспјешно је процесуиран на суђењу за издају 1956. По утицајем марксизма, у тајности се придружио забрањеној Јужноафричкој комунистичкој партији (ЈАКП). Иако се у почетку залагао за ненасилне протесте, у сарадњи са ЈАКП-ом, саоснива милитантно Копље нације 1961. и предводи саботажну кампању против владе. Ухапшен је и затворен 1962, а затим осуђен на доживотни затвор због завјере за државни удар на Ровонијском суђењу.
Мандела је 27 година био затворен, а казну је провео на Робенејланду, у затвору Полсмур и затвору Виктор Версетер. Усљед све већег домаћег и међународног притиска, као и због страха од расног грађанског рата, предсједник Фредерик Вилем де Клерк га је ослободио 1990. године. Мандела и Клерк су уложили напоре у преговоре о прекиду апартхејда, што је резултовало мултирасним општим изборима 1994. на којима је АНК на челу са Манделом побједио, а он постао предсједник. Предводећи широку коалициону владу која је донијела нови устав, Мандела је нагласио међурасно помирење у земљи и створио Комисију за истину и помирење за истраживање прошлих кршења људских права. Економски гледано, Манделина администрација је задржала либерални оквир свог претходника упркос својим социјалистичким увјерењима, уводећи и мјере за подстицање земљишне реформе, борбу против сиромаштва и проширење здравствених услуга. У међународном окружењу, био је посредник у суђењу за напад на Пан Ам лет 103 и генерални секретар Покрета несврстаних од 1998. до 1999. године. Одбио је други предсједнички мандат, а 1999. га је наслиједио његов замјеник, Табо Мбеки. Мандела је постао старији државник и фокусирао се на борбу против сиромаштва и сиде путем добротворне фондације Нелсон Мандела.
Мандела је био контроверзна личност већи дио свог живота. Иако су га десничарски критичари означили као комунистичког терористу, док су га крајњи љевичари сматрали превише отвореним за преговоре и помирење за присталицама апартхејда, стекао је међународна признања за своје напоре. Широко сматран иконом демократије и социјалне правде, добио је више од 250 признања — укључујући Нобелову награду за мир — и постао је предмет култа личности. У Јужној Африци гаје дубоко поштовање према њему, гдје га често називају његовим Коса кланским именом, Мадиба, што се описује као „Отац нације”.

## Биографија

### Младост
Рођен је 18. јула 1918. године у једном селу у близини Умтате (Транскеј), у краљевској породици, која је припадале племену Тембу. Његов отац, Хенри Мандела, као подпоглавар био је члан Транскеј већа и председник Скупштине већа главног поглавара Тембуа. Након смрти његовог оца бригу о њему преузео је поглавар Тембуа, његов ујак, који га је заправо одредио за наследника. Ипак, он је био задивљен судским процесима племена и у њему се јавила жеља да постане адвокат. Приче старих припадника племена о ратовима у којима су бранили своју отаџбину, подстакле су га да сања о томе како ће и он дати допринос у борби за слободу свога народа.
Ишао је у Колеџ Кларкбери, а касније је матуру припремао на методски усмереној Вишој школи Хилдтаун. Кратко након тога Мандела је доспео до Форт Хер Колеџ у Елису у источној Кап провинцији, где се показао као вођа студената, јер је организовао бојкот предавања. Године 1940, отишао је у Јоханезбург, одакле је завршио колеџ као ванредни студент, те почео са студијем правних наука. Године 1944, прикључио се Афричком националном конгресу.

### АНК
Лига младих АНК-а под вођством Антона Лембедеа постала је скупљач критика због форми и политичких садржаја националног покрета. Поред Нелсона Манделе остали чланови Лиге били су, између осталог, Вилијам Нкомо, Волтер Сисулу, Оливер Тамбо и Ешби Мда. Лига младих поставила је себи задатак, да АНК учини масовним покретом, који би требало да заступа раднике, сељаке и запослене.
Мандела је своје другове задивио дисциплинованим радом и преданим напорима, те је 1947. године изабран за генералног секретара Лиге младих. Преданим радом, кампањама у самој основи, те изреком Инџанисо (Истина) лига младих могла је да се надмеће и за водећи ниво самог АНК-а.
Подстакнута победом Националне странке 1948. године, до које је дошло због апартхејда у самој основици друштва, Лига младих инспирисала је акцијско деловање које је бојкот, штрајк, непослушност грађана и несарадњу означило својим оружјем, што је прихваћено као званични програм АНК-а.

### Политички програм
Овај програм акције разрадили су Дејвид Бопапе, Ешби Мда, Нелсон Мандела, Џејмс Нџонгве, Волтер Сисулу и Оливер Тамбо. Због имплементације истог старе снаге у вођству биле су замењене младима, те је Волтер Сисулу преузео функцију генералног секретара. Конзервативни др. А. Б. Кума изгубио је своју председничку позицију у корист др. Ј. С. Морока, који је важио као изразито милитантан.
Програм Лиге младих циљао је, пре свега, на потпуно одржање држављанства, те на реципрочну парламентарну заступљеност свих грађана Јужне Африке. При том се посебан акценат полагао на поделу земље, право на синдикате, као и на образовање и културу. Обавезно основно образовање требало је бити уведено за сву децу, као и масовно усавршавање одраслих.
Крајем 1951. године АНК је усвојио план акција за кампању непоштовања закона апартхејда. Званични почетак одређен је за 26. јун 1952. године. Дана 6. априла 1952. године АНК је позвао на масовни протест због прославе 300-годишњице доласка првих европских досељеника у Кап. Мандела је путовао кроз целу земљу да би организовао ове протесте. Због свог рада у току ове кампање изведен је пред суд, осуђен на девет месеци затвора и присилног рада. Осим тога добио је и забрану учествовања на било каквој јавној манифестацији у трајању од шест месеци након издржавања казне, и његова дозвола боравка ограничена је само на Јоханезбург.

### Каријера
Управо у ово време он је завршавао студије, те је добио звање адвоката. Заједно са пријатељем Оливером Тамбоом отворио је адвокатску канцеларију у Јоханезбургу. Због његових заслуга у току Кампање отпора именован је за председника Лиге младих и АНК-а у региону Трансвал, а крајем 1952. године за замјеника председника АНК-а.

### Оптужбе
Влада је покушала да Мандели одузме адвокатску дозволу на основу оптужби које су против њега подигнуте. Ипак, Врховни суд је одлучио да је он часно служио својим црним суграђанима, те да није учинио ништа због чега би му се одузела лиценца да ради као адвокат.
Мандела је свој политички рад у то време концентрисао на разраду плана којим је требало организаторски учврстити АНК због заоштравања услова борбе. План је по њему добио име М-план. 1950-их година он је играо велику улогу у борби против Банту - одгоја и у популаризацији Повеље слободе. У другој половини '50-их година окренуо се борби против искориштавања рада, Закона о пасошима и сегрегације отворених Универзитета. Већ рано он је открио да Бантустан-политика заправо представља привредни апсурд. Њему је било сасвим јасно да ће врло брзо доћи време масовних ограничења, политичких прогона и полицијског терора.

### Хапшења
1950-их година Мандела је био жртва различитих форми притиска и тлачења. Био је хапшен и затваран. Након Шарпвилског масакра 1960. године АНК је забрањен, а Мандела под оптужбом да је починио велеиздају био затворен. Мандела и још 150 других учесника демонстрација су били окривљени да су у име међународног комунизма планирали пуч и свргавање власти јужноафричке државе. Томе је одговарала смртна казна. Судски процес због велеиздаје завршен је 1961. године, када је Јужна Африка била на путу да постане Република и сви оптужени пуштени су уз кауцију.

### Илегални рад
Пошто је АНК сада био илегална организација, морало се радити у тајности. У марту 1961. године 1400 делегата састали су се на Свеафричкој конференцији под вођством АНК-а. У ревносном говору Мандела је позвао апартхејд-режим да сазове Скупштину која ће представљати све грађане Јужне Африке, те да разради Устав који ће почивати на демократским принципима. Уколико не дође до испуњења овог захтева, упозорио је, већина становништва (дакле, црначки домороци) ће свечаност проглашења Републике дочекати масовним штрајком.
Мандела се одмах након тога дао на посао да у тајности организује борбу. Иако је успео мобилисати мање људи него што је очекивао, ипак је наишао на значајну подршку широм земље. Влада је одговорила највећом војном мобилизацијом од рата па на овамо, а Република Јужна Африка рођена је у атмосфери страха и стрепње.
Мандела је морао да живи одвојено од своје породице, те је стално мењао место боравка да га владини шпијуни и свугде присутни информанти не би открили. Некад је био одевен као радник, некад као шофер. У то време са осталим водством АНК-а он је основао један други милитантни огранак АНК-а Умхонто ве Сизве (прев. Копље народа), који се припремао за насилно решавање ствари.

### Умхонто ве Сизве
Године 1961. формиран је Умхонто ве Сизве. Мандела је постао главни заповедник, а 1962. године је упркос забрани напустио земљу и путовао неколико месеци. У Етиопији се обратио Панафричком покрету за слободу Источне и Централне Африке а, а у другим земљама су га такође срдачно прихватили. У току овог путовања, већ слутећи, да ће доћи до оружаних разрачунавања, он је организовао кампове за увежбавање герилског ратовања за чланове Умхонто ве Сизве.

### Судски процес
Кратко након повратка у Јужну Африку Мандела је био ухапшен. Оптужба је гласила: Позив на илегални штрајк и излазак из Јужне Африке без важећег пасоша.
Његово највеће настојање у току процеса било је да докаже да се ту у ствари суди афричком народу. Од самог почетка Мандела је оспоравао легитимитет суда да донесе пресуду у његовом случају; није се осећао нити правно, нити морално обавезним да поштује законе парламента, у којима он није био заступљен. У току једног политичког процеса дошло је до сукобљавања различитих интереса група становништва, те самим тим судови нису могли бити непристрасни и фер. У уводу је Мандела рекао:
Одбацујем расизам, јер га третирам као варварски чин, без обзира долазио од црног или белог човека.
На крају овог судског процеса Мандела је осуђен на пет година затвора. Док је одслуживао ову казну, позван је пред суд и у току Ривонија-процеса оптужен је за саботажу. Његове изјаве у току процеса ушле су у историју отпора против апартхејда и биле су инспирација за све оне који су се борили против апартхејда. Његов целокупан говор наћи ћете на страницама са документима. Његове закључне речи биле су:
Борио сам се против белачке доминације и борио се против црначке доминације. Неговао сам идеал демократског и слободног друштва у којем све особе живе заједно у хармонији и с једнаким могућностима. То је идеал за који се надам да живим и да га остварим. Ако је потребно, за тај сам идеал спреман и да умрем.
Мандела је био осуђен на доживотну робију и први део своје казне одслужио је у злогласном Робен Ајланд затвору, који се налазио седам километара од обале Кејптауна и имао највише мере сигурности. У априлу 1984. године пребачен је у затвор Полсмур у самом Кејптауну, а децембра 1988. године у затвор Виктор Верстер у близини Парла, одакле је коначно и пуштен на слободу. Још у затвору он је одбијао помиловање и укидање изречене казне. Као противуслуга од њега се тражило да призна Банту-политику, тиме што би признао Транскеј, те са захтевало обећање да би се он тамо (у Транскеј) и преселио. Код друге понуде, опет се од њега захтевало да као противуслугу објави одрицање од оружја. Његов одговор је био да затвореници не могу склапати никакве уговоре и да само слободни људи могу преговарати.

### Ослобађање 1990. и председнички мандат
Дана 11. фебруара 1990. године ослобођен, Мандела је одмах почео са радом да би постигао циљеве које је себи зацртао пре четири деценије. На првој Годишњој конференцији АНК-а 1991. године, након што је он то 1990. године одобрио, Мандела је именован за председника.
Нелсон Мандела се никада није двоумио по питању демократије и једнакости. Упркос провокацијама, он никада на расизам није одговорио расизмом. Његов живот је инспирација за све оне у Јужној Африци и у целом свету, за све оне који живе потлачени или као грађани другог реда, за све оне који желе то да победе.
Године 1993, Нелсон Мандела је добио Нобелову награду за мир, а 1994. године након првих општих избора у Јужној Африци постао је председник Јужне Африке. Он се 1999. године повукао из политичког живота и живео у свом родном месту у Транскеју.

### Последње године и смрт
Из јавности се повукао 2004. године. Последњи интервју новинарима је дао 2009. године.
Након дуготрајне респираторне инфекције, Мандела је преминуо 5. децембра 2013. године, у својој 95. години живота. Он је умро око 20:50 по локалном времену (UTC+2) у својој кући у Хоугхтону у Јоханезбургу, окружен породицом и пријатељима. Зума је јавно објавио његову смрт на телевизији. Проглашен је национални период жалости у трајању од десет дана, са 8. децембром као националним даном молитве и рефлексије. Главни догађај је одржан у Јоханесбуршком ФНБ Стадијуму 10. децембра 2013. године; Манделино тело је лежало од 11. до 13. децембра у згради уније у Преторији и државна сахрана је извршена 15. децембра у Квину. Процењује се да је 90 представника страних држава је допутовало у Јужну Африку да присуствује комеморационим догађајима. Манделино имање вредно 4,1 америчких долара милиона је остало његовој удовици, другим члановима породице, особљу, и образовним институцијама.

## Лични живот
Мандела је био приватна особа која је често скривала своје емоције и поверавала се веома малом броју људи. Приватно, он је имао дисциплинован живот, одбијајући да конзумира алкохол и цигарете, и чак док је био и председник сам је намештао свој кревет. Познат по свом несташном смислу за хумор, он је знао да буде тврдоглав и лојалан, а понекад је испољавао и брзу нарав. Он је типично био срдачан и љубазан, и изгледао је опуштено у разговору са свима, укључујући његове опоненте. Увек уљудан и учтив, он је био пажљив према свима, независно од њиховог узраста и статуса, и често је разговарао са децом и слугама.
У познијем добу свог животу он је увек тражио најбоље у људима, чак је бранио политичке противнике пред његовим савезницима, који су га понекад сматрали особом са превише поверења у друге. Он је био веома обазрив у погледу свог изгледа, и током свог целокупног живота је имао инклинацију ка висококвалитетној одећи, те су многи коментатори сматрали да се опходио у регалном маниру. Његов званични биограф Антхоњ Сампсон је изјавио да је он био "мајстор дочаравања и перформанса", изврстан у позитивном презентирању себе на јавним фотографијама и произвођењу рекламних спотова.
У опису свог живота, Мандела је изјавио да "Ја нисам био месаја, него обичан човек који је постао вођа због ванредних околности." Он је одгајен у Методистичкој деноминацији хришћанства, и Методистичка црква Јужне Африке тврди да је он задржао своју приврженост њима током свог живота. Анализа његових манускрипата је довела до тога да је он описиван као афрички хришћански хуманиста, који се више ослањао на афрички хуманизам него на хришћанску теологију.
Мандела се женио три пута, отац је шесторо деце, има 17 унучади, и мноштво праунучади. У односу са својом децом он је умео да буде строг и захтеван, док је према унуцима био нежнији. Његов први брак са Евелин Нтоко Масе је склопљен октобра 1944. године. Они су се развели 1957. године након 13 година брака, због његове прељубе и сталног одсуства, преданости револуционарној агитацији, као и чињенице да је она била припадник Јеховиних сведока, религије која условљава политичку неутралност.
Брачни пар је имао два сина, које је Мандела надживео, Мадиба "Темби" Тембекил (1945–1969) и Макгато Мандела (1950–2005). Његов први син је умро у саобраћајном удесу, а његов други син је преминуо као жртва АИДС. Пар је имао две ћерке. Обе су се звале Маказиве Мандела (рођене 1947. и 1954). Прва је умрла након девет месеци, док је друга, позната као "Маки", надживела Манделу. Макгатов син, Мандла Мандела, је постао поглавар Мвезо племенског већа 2007. године.
Манделина друга жена, Вини Мадикизела-Мандела, такође потиче из Транскеи области, мада су се они упознали у Јоханезбургу, где је она била први градски црни социјални радник. Они су имали две ћерке, Зенани (Зени), рођену 4. фебруара 1959. године, и Зиндзисва (Зиндзи) Мандела-Хлонгване, рођену 1960. године. Зиндзи је била само 18 месеци стара кад јој је отац послат на Робен острво. У каснијем раздобљу, Виние је била дубоко растројена породичном неслогом која је одражавала политичко превирање у земљи. Подстакнути политичком отуђеношћу уследили су сепарација (априла 1992) и развод (марта 1996). Манделина трећа жена је била Граса Мачел (с надимком Симбин), са којом се оженио за свој 80. рођендан 1998. године.